# Калюмет-Парк (Іллінойс)
Калюмет-Парк (англ. Calumet Park) — селище (англ. village) в США, в окрузі Кук штату Іллінойс. Населення — 7025 осіб (2020).

## Географія
Калюмет-Парк розташований за координатами 41°39′57″ пн. ш. 87°39′28″ зх. д. / 41.66583° пн. ш. 87.65778° зх. д. (41.665735, -87.657650).  За даними Бюро перепису населення США в 2010 році селище мало площу 2,97 км², з яких 2,88 км² — суходіл та 0,09 км² — водойми.

## Демографія
Згідно з переписом 2010 року, у селищі мешкало 7835 осіб у 2872 домогосподарствах у складі 1983 родин. Густота населення становила 2635 осіб/км².  Було 3203 помешкання (1077/км²).
Расовий склад населення:
| - 88,3 % — чорних або афроамериканців - 6,6 % — білих - 0,5 % — азіатів - 0,2 % — корінних американців - 3,4 % — осіб інших рас |

До двох чи більше рас належало 1,0 %. Частка іспаномовних становила 6,8 % від усіх жителів.
За віковим діапазоном населення розподілялося таким чином: 26,4 % — особи молодші 18 років, 63,2 % — особи у віці 18—64 років, 10,4 % — особи у віці 65 років та старші. Медіана віку мешканця становила 35,3 року. На 100 осіб жіночої статі у селищі припадало 86,8 чоловіків;  на 100 жінок у віці від 18 років та старших — 79,9 чоловіків також старших 18 років.
Середній дохід на одне домашнє господарство  становив 54 625 доларів США (медіана — 47 050), а середній дохід на одну сім'ю — 59 109 доларів (медіана — 51 720). Медіана доходів становила 44 375 доларів для чоловіків та 36 496 доларів для жінок. За межею бідності перебувало 17,4 % осіб, у тому числі 30,0 % дітей у віці до 18 років та 10,7 % осіб у віці 65 років та старших.
Цивільне працевлаштоване населення становило 3463 особи. Основні галузі зайнятості: освіта, охорона здоров'я та соціальна допомога — 23,8 %, роздрібна торгівля — 14,5 %, виробництво — 14,0 %.